# Honoratiores
Honoratiores (flertal) er en betegnelse for borgere, som på grund af deres høje sociale status (ikke mindst i mindre byer) nyder stor anseelse og i påkommende tilfælde kan udøve betydelig indflydelse. Typiske eksempler er læreren (skolemesteren), præsten, dommeren, lægen, dyrlægen, storbonden eller fabriksejeren. 
Begrebet stammer fra latin honoratiores, hvor det ordret betyder: "de mere end andre agtede". I den romerske republik tænkte man her frem for alt på indehavere af senatorembeder (cursus honorum = embedskarriere).
Begrebet anvendes jævnligt i artikler i medierne. I den forbindelse drejer det sig om at beskrive den personkreds i det offentlige liv, politik, erhverv, kirke og kunst, som f.eks. deltager som æresgæster ved særlige begivenheder. 
Den tyske sociolog Max Weber definerer honoratiores som borgere, som er engageret i politik – uden at behøve det, da deres indkomst stammer fra jordbesiddelse og formue. En politisk post gav tidligere ingen indkomst og medførte til tider betydelige omkostninger, men indebar på den anden side en større anseelse, også for den pågældendes familie.